# Villanueva Mesía
Villanueva Mesía ist eine Gemeinde in der Provinz Granada im Südosten Spaniens mit 1.979 Einwohnern (Stand: 2024). Die Gemeinde liegt in der Comarca Loja.

## Geografie
Villanueva Mesía liegt im Nordwesten der Provinz Granada, in der Region Loja. Die Gemeinde grenzt an Huétor Tájar, Íllora, Loja, Montefrío und Moraleda de Zafayona. Das Klima ist mediterran mit kontinentalen Zügen.

## Geschichte
Der Ort entstand in der maurischen Zeit von Al-Andalus. Er wurde Francisco Mexía de Loaysa erobert, der seinen Nachnamen dem Ortsnamen hinzufügte.